# Elson Mendy
Pour les articles homonymes, voir Mendy.
Elson Mendy, né le 16 novembre 1985 à Dakar, au Sénégal, est un joueur français d'origine sénégalaise de basket-ball. Il évolue aux postes d'ailier et d'ailier fort.

## Biographie
Mendy arrive en France à l'âge de 13 ans. Il commence le basket-ball à AS Évry et est ensuite repéré pour intégrer le centre de formation de Mulhouse (saison 2000-2001). En 2002, il fait partie des espoirs de Strasbourg basket (SIG Strasbourg). Agile et rapide pour sa taille ainsi que réputé pour son démarrage rapide, il signe son premier contrat professionnel à l'âge de 21 ans (saison 2005-2006).